# تاو (ذره)
لپتون تاو({\displaystyle \tau ^{-}\ \,})یکی از لپتون‌های رده سوم می‌باشد که بر گرانش٬الکترومغناطیس و نیروی ضعیف اثر می‌کند جرمش 1776.99 مگاالکترون‌ولت بر مجذور سرعت نور است.

## واپاشی
- در 17.84% موارداز واپاشی تاو به تولید تاو نوترینو٬الکترون نوترینو و الکترون می انجامد.
- در %17.47 موارد از واپاشی تاو به تولید میون٬تاو نوترینو و میون نوترینو می انجامد.
- در بقیه موارد به بوزون w واپاشی می‌شود.